# Llista de topònims de Balenyà
Llista de topònims (noms propis de lloc) del municipi de Balenyà, a Osona
Informació actualitzada per un bot. Els canvis manuals es perdran quan s'actualitzi!

## bassa
| imatge | Nom                   | Ubicat a | instància de | Detalls      | coordenades                                                             | Protecció | Commons (més fotos) | Dades a WD                    |
| ------ | --------------------- | -------- | ------------ | ------------ | ----------------------------------------------------------------------- | --------- | ------------------- | ----------------------------- |
|        | Bassa de la Casa Nova | Balenyà  | bassa        | 19th century | 41° 48′ 28″ N, 2° 13′ 56″ E / 41.80788°N,2.2323°E ca:Pla de les Forques |           |                     | Modifica les dades a Wikidata |
|        | Bassa del Vernich     | Balenyà  | bassa        | 18th century | 41° 49′ 05″ N, 2° 14′ 01″ E / 41.81794°N,2.23357°E ca:Camí del Vernich  |           |                     | Modifica les dades a Wikidata |

## casa
| imatge | Nom             | Ubicat a | instància de | Detalls      | coordenades                                                               | Protecció | Commons (més fotos) | Dades a WD                    |
| ------ | --------------- | -------- | ------------ | ------------ | ------------------------------------------------------------------------- | --------- | ------------------- | ----------------------------- |
|        | Cal Cegu        | Balenyà  | casa         | 19th century | 41° 49′ 23″ N, 2° 14′ 28″ E / 41.82315°N,2.24105°E ca:C. Cogullada, 29-31 |           |                     | Modifica les dades a Wikidata |
|        | Can Barrabàs    | Balenyà  | casa         |              | 41° 49′ 03″ N, 2° 14′ 07″ E / 41.8176°N,2.23518°E ca:C. Major, 86-88      |           |                     | Modifica les dades a Wikidata |
|        | Can Bartomeu    | Balenyà  | casa         | 18th century | 41° 49′ 08″ N, 2° 14′ 07″ E / 41.81887°N,2.23517°E ca:C. Major, 120       |           |                     | Modifica les dades a Wikidata |
|        | Can Cabo        | Balenyà  | casa         | 18th century | 41° 49′ 08″ N, 2° 14′ 06″ E / 41.81877°N,2.23513°E ca:C. Major, 118       |           |                     | Modifica les dades a Wikidata |
|        | Can Carol       | Balenyà  | casa         |              | 41° 49′ 03″ N, 2° 14′ 08″ E / 41.81762°N,2.23551°E ca:C. del Nord, 4      |           |                     | Modifica les dades a Wikidata |
|        | Can Correu      | Balenyà  | casa         |              | 41° 49′ 07″ N, 2° 14′ 07″ E / 41.81854°N,2.23517°E ca:C. Major, 112       |           |                     | Modifica les dades a Wikidata |
|        | Can Fuster Toll | Balenyà  | casa         | 19th century | 41° 48′ 58″ N, 2° 14′ 06″ E / 41.81601°N,2.23506°E ca:C. Major, 52        |           |                     | Modifica les dades a Wikidata |
|        | Can Pere Saia   | Balenyà  | casa         | 19th century | 41° 48′ 59″ N, 2° 14′ 06″ E / 41.8163°N,2.2349°E ca:C. Major, 61-63       |           |                     | Modifica les dades a Wikidata |
|        | Can Solà        | Balenyà  | casa         |              | 41° 48′ 57″ N, 2° 14′ 06″ E / 41.8159°N,2.23487°E ca:C. Major, 51         |           |                     | Modifica les dades a Wikidata |
|        | Can Tesà        | Balenyà  | casa         | 20th century | 41° 49′ 01″ N, 2° 14′ 06″ E / 41.81705°N,2.23499°E ca:C. Major, 81        |           |                     | Modifica les dades a Wikidata |
|        | Can Ton Sec     | Balenyà  | casa         | 19th century | 41° 48′ 58″ N, 2° 14′ 06″ E / 41.816°N,2.2349°E ca:C. Major, 53           |           |                     | Modifica les dades a Wikidata |
|        | Can Vallbona    | Balenyà  | casa         | 18th century | 41° 48′ 57″ N, 2° 14′ 07″ E / 41.81586°N,2.23534°E ca:C. Nou, 3           |           |                     | Modifica les dades a Wikidata |

## cementiri
| imatge | Nom                                 | Ubicat a | instància de | Detalls       | coordenades                                                      | Protecció | Commons (més fotos)  | Dades a WD                    |
| ------ | ----------------------------------- | -------- | ------------ | ------------- | ---------------------------------------------------------------- | --------- | -------------------- | ----------------------------- |
|        | cementiri de l'Ajuda                | Balenyà  | cementiri    | Estat: malmès | 41° 49′ 17″ N, 2° 13′ 23″ E / 41.8215°N,2.22293°E ca:L'Ajuda     |           | Cementiri de l'Ajuda | Modifica les dades a Wikidata |
|        | cementiri dels Hostalets de Balenyà | Balenyà  | cementiri    |               | 41° 49′ 07″ N, 2° 13′ 41″ E / 41.8184748075°N,2.22804586863348°E |           |                      | Modifica les dades a Wikidata |

## creu monumental
| imatge | Nom                | Ubicat a | instància de    | Detalls | coordenades                                                                                         | Protecció | Commons (més fotos) | Dades a WD                    |
| ------ | ------------------ | -------- | --------------- | ------- | --------------------------------------------------------------------------------------------------- | --------- | ------------------- | ----------------------------- |
|        | creu de Castellars | Balenyà  | creu monumental |         | 41° 49′ 12″ N, 2° 11′ 38″ E / 41.8199605942416°N,2.19390463775541°E 1013 msnm                       |           |                     | Modifica les dades a Wikidata |
|        | la Creu            | Balenyà  | creu monumental |         | 41° 49′ 13″ N, 2° 13′ 59″ E / 41.8203375693326°N,2.23317695476117°E ca:Al nord del Vernich 570 msnm |           |                     | Modifica les dades a Wikidata |

## curs d'aigua
| imatge | Nom                           | Ubicat a                                     | instància de                                               | Detalls                                                                      | coordenades                                                                                               | Protecció | Commons (més fotos)    | Dades a WD                    |
| ------ | ----------------------------- | -------------------------------------------- | ---------------------------------------------------------- | ---------------------------------------------------------------------------- | --- | --------- | ---------------------- | ----------------------------- |
|        | Congost                       | província de Barcelona Osona Vallès Oriental | curs d'aigua àrea protegida Pla d'Espais d'Interès Natural | Travessa: Osona Vallès Oriental Desemboca: Besòs Llarg: 41km Conca: 358.4km² | 41° 32′ 47″ N, 2° 15′ 05″ E / 41.546525°N,2.251326°E 41° 50′ 34″ N, 2° 10′ 58″ E / 41.842662°N,2.182677°E |           | Congost River          | Modifica les dades a Wikidata |
|        | torrent de Sauva Negra        | Castellcir Balenyà Centelles                 | curs d'aigua                                               | Desemboca: riera de Castellcir Llarg: 2.5km                                  | 41° 47′ 51″ N, 2° 11′ 18″ E / 41.797411°N,2.188224°E 41° 46′ 46″ N, 2° 10′ 06″ E / 41.779539°N,2.168372°E |           | Torrent de Sauva Negra | Modifica les dades a Wikidata |
|        | torrent de la Font del Pardal | Balenyà Castellcir                           | curs d'aigua                                               | Desemboca: torrent del Soler (Castellcir) Llarg: 2.5km                       | 41° 48′ 11″ N, 2° 11′ 36″ E / 41.803046°N,2.193367°E 41° 47′ 30″ N, 2° 10′ 33″ E / 41.791587°N,2.175915°E |           |                        | Modifica les dades a Wikidata |

## edifici
| imatge | Nom                     | Ubicat a | instància de                 | Detalls                                   | coordenades                                                                                       | Protecció                                            | Commons (més fotos)      | Dades a WD                    |
| ------ | ----------------------- | -------- | ---------------------------- | ----------------------------------------- | ------------------------------------------------------------------------------------------------- | ---------------------------------------------------- | ------------------------ | ----------------------------- |
|        | Ateneu Familiar         | Balenyà  | edifici                      | 20th century                              | 41° 48′ 59″ N, 2° 14′ 04″ E / 41.81632°N,2.23449°E ca:C. Pau Casals, 5                            |                                                      |                          | Modifica les dades a Wikidata |
|        | Casal de Balenyà        | Balenyà  | edifici jaciment arqueològic | 12nd century Estat: enderrocat o destruït | 41° 49′ 57″ N, 2° 13′ 09″ E / 41.83239°N,2.21909°E 615 msnm                                       | bé d'interès cultural bé cultural d'interès nacional |                          | Modifica les dades a Wikidata |
|        | Centre Cívic            | Balenyà  | edifici                      | 20th century                              | 41° 48′ 45″ N, 2° 14′ 05″ E / 41.81262°N,2.234623°E ca:C. Pista, 2, Hostalets de Balenyà 554 msnm | bé integrant del patrimoni cultural català           | Centre Cívic (Balenyà)   | Modifica les dades a Wikidata |
|        | Quinta Rosario          | Balenyà  | edifici                      | 1912 Estat: malmès                        | 41° 49′ 18″ N, 2° 14′ 12″ E / 41.82164°N,2.23669°E ca:Ctra. De Ribes, s/n                         |                                                      | Quinta Rosario (Balenyà) | Modifica les dades a Wikidata |
|        | Sant Fruitós de Balenyà | Balenyà  | edifici                      | 19th century                              | 41° 48′ 58″ N, 2° 14′ 10″ E / 41.81624°N,2.23614°E ca:Plaça Bosch i Jover, 9                      |                                                      |                          | Modifica les dades a Wikidata |
|        | edifici de la Pista     | Balenyà  | edifici                      |                                           | 41° 48′ 44″ N, 2° 14′ 04″ E / 41.81233611°N,2.23446389°E ca:C. Pista, 2                           |                                                      |                          | Modifica les dades a Wikidata |

## entitat singular de població
| imatge | Nom                      | Ubicat a | instància de                                                 | Detalls  | coordenades                                                       | Protecció | Commons (més fotos)      | Dades a WD                    |
| ------ | ------------------------ | -------- | ------------------------------------------------------------ | -------- | ----------------------------------------------------------------- | --------- | ------------------------ | ----------------------------- |
|        | Balenyà                  | Balenyà  | entitat singular de població ens local històric de Catalunya | 249 hab  | 41° 49′ 52″ N, 2° 14′ 22″ E / 41.83097669°N,2.23942582°E 589 msnm |           |                          | Modifica les dades a Wikidata |
|        | els Hostalets de Balenyà | Balenyà  | entitat singular de població capital municipal               | 3750 hab | 41° 49′ 05″ N, 2° 14′ 11″ E / 41.81816667°N,2.23649444°E 552 msnm |           | Els Hostalets de Balenyà | Modifica les dades a Wikidata |

## església
| imatge | Nom                                   | Ubicat a | instància de      | Detalls                                  | coordenades                                                                  | Protecció                                  | Commons (més fotos)                   | Dades a WD                    |
| ------ | ------------------------------------- | -------- | ----------------- | ---------------------------------------- | ---------------------------------------------------------------------------- | ------------------------------------------ | ------------------------------------- | ----------------------------- |
|        | Santa Maria Savall                    | Balenyà  | església          | Estat: ruïnós                            | 41° 47′ 17″ N, 2° 11′ 38″ E / 41.788054°N,2.193993°E ca:Sauva Negra 832 msnm |                                            | Santa Maria Savall                    | Modifica les dades a Wikidata |
|        | Santuari de la Mare de Déu de l'Ajuda | Balenyà  | església santuari | Estil: arquitectura popular 13rd century | 41° 49′ 17″ N, 2° 13′ 22″ E / 41.821313°N,2.222856°E 586 msnm                | bé integrant del patrimoni cultural català | Santuari de la Mare de Déu de l'Ajuda | Modifica les dades a Wikidata |

## font
| imatge | Nom                             | Ubicat a | instància de | Detalls      | coordenades                                                                   | Protecció | Commons (més fotos) | Dades a WD                    |
| ------ | ------------------------------- | -------- | ------------ | ------------ | ----------------------------------------------------------------------------- | --------- | ------------------- | ----------------------------- |
|        | Font i safareig de Vall-llosera | Balenyà  | font         | 19th century | 41° 48′ 50″ N, 2° 14′ 17″ E / 41.81397°N,2.23809°E ca:C. Font de Vall-llosera |           |                     | Modifica les dades a Wikidata |
|        | Font i safareig del Vernich     | Balenyà  | font         | 19th century | 41° 49′ 05″ N, 2° 14′ 02″ E / 41.81814°N,2.2339°E ca:El Vernich               |           |                     | Modifica les dades a Wikidata |
|        | font de l'Esperança             | Balenyà  | font         | 1934         | 41° 49′ 21″ N, 2° 14′ 27″ E / 41.82259°N,2.24077°E ca:C. de la Cogullada      |           |                     | Modifica les dades a Wikidata |
|        | font de la Talaia               | Balenyà  | font         |              | 41° 50′ 01″ N, 2° 13′ 10″ E / 41.8336283517479°N,2.2193130755426°E            |           |                     | Modifica les dades a Wikidata |
|        | font de la plaça Bosch i Jover  | Balenyà  | font         | 20th century | 41° 48′ 58″ N, 2° 14′ 10″ E / 41.81601°N,2.23606°E ca:Pl. Bosch i Jover       |           |                     | Modifica les dades a Wikidata |
|        | font del carrer Major           | Balenyà  | font         | 20th century | 41° 49′ 06″ N, 2° 14′ 07″ E / 41.81833°N,2.23514°E ca:C. Major                |           |                     | Modifica les dades a Wikidata |
|        | font del parc del carrer Major  | Balenyà  | font         | 20th century | 41° 49′ 07″ N, 2° 14′ 06″ E / 41.81857°N,2.23498°E ca:Parc del carrer Major   |           |                     | Modifica les dades a Wikidata |

## granja
| imatge | Nom                          | Ubicat a | instància de | Detalls | coordenades                                                                  | Protecció | Commons (més fotos) | Dades a WD                    |
| ------ | ---------------------------- | -------- | ------------ | ------- | ---------------------------------------------------------------------------- | --------- | ------------------- | ----------------------------- |
|        | Granges d'en Soler           | Balenyà  | granja       |         | 41° 49′ 55″ N, 2° 13′ 37″ E / 41.8318432314776°N,2.22704225333783°E 608 msnm |           | Granges d'en Soler  | Modifica les dades a Wikidata |
|        | Granja del Soler de l'Espina | Balenyà  | granja       |         | 41° 48′ 06″ N, 2° 10′ 54″ E / 41.801724602648°N,2.18157834972364°E           |           |                     | Modifica les dades a Wikidata |

## masia
| imatge | Nom                       | Ubicat a          | instància de    | Detalls                                  | coordenades                                                                                | Protecció                                  | Commons (més fotos)       | Dades a WD                    |
| ------ | ------------------------- | ----------------- | --------------- | ---------------------------------------- | ------------------------------------------------------------------------------------------ | ------------------------------------------ | ------------------------- | ----------------------------- |
|        | Ca l'Ample                | Balenyà           | masia           |                                          | 41° 49′ 30″ N, 2° 12′ 54″ E / 41.8248631436041°N,2.21512070574042°E                        |                                            |                           | Modifica les dades a Wikidata |
|        | Ca l'Estevenell           | Balenyà           | masia           |                                          | 41° 49′ 17″ N, 2° 13′ 25″ E / 41.82139°N,2.22348°E ca:L'Ajuda                              |                                            | Ca l'Estevenell           | Modifica les dades a Wikidata |
|        | Ca l'Omet                 | Balenyà           | masia           |                                          | 41° 49′ 54″ N, 2° 13′ 25″ E / 41.8316577303494°N,2.22357612653744°E                        |                                            | Ca l'Omet (Balenyà)       | Modifica les dades a Wikidata |
|        | Cal Teixidor              | Balenyà           | masia           | Estat: bon estat                         | 41° 49′ 17″ N, 2° 13′ 18″ E / 41.82125°N,2.22153°E ca:L'Ajuda                              |                                            | Cal Teixidor (Balenyà)    | Modifica les dades a Wikidata |
|        | Can Barbat                | Balenyà           | masia           |                                          | 41° 50′ 15″ N, 2° 12′ 34″ E / 41.8373882224327°N,2.20936722609849°E                        |                                            |                           | Modifica les dades a Wikidata |
|        | Can Bolet                 | Balenyà           | masia           |                                          | 41° 49′ 11″ N, 2° 13′ 29″ E / 41.8196773422365°N,2.22472024240906°E                        |                                            | Can Bolet (Balenyà)       | Modifica les dades a Wikidata |
|        | Can Moianès               | Balenyà           | masia           | Estil: arquitectura popular 19th century | 41° 49′ 55″ N, 2° 14′ 01″ E / 41.831848°N,2.233627°E ca:Plans de Can Moianès 596 msnm      | bé integrant del patrimoni cultural català | Can Moianès               | Modifica les dades a Wikidata |
|        | Can Nadalé                | Balenyà           | masia           |                                          | 41° 49′ 14″ N, 2° 13′ 28″ E / 41.820527°N,2.224334°E 576 msnm                              |                                            | Can Nadalé (Balenyà)      | Modifica les dades a Wikidata |
|        | Can Peipoc                | Balenyà           | masia           |                                          | 41° 50′ 23″ N, 2° 13′ 39″ E / 41.8396829181038°N,2.22759831178583°E                        |                                            |                           | Modifica les dades a Wikidata |
|        | Can Perot                 | Balenyà           | masia           |                                          | 41° 49′ 23″ N, 2° 13′ 34″ E / 41.8229288842834°N,2.22606576502074°E ca:Camí de Can Perot   |                                            |                           | Modifica les dades a Wikidata |
|        | Can Plans                 | Balenyà           | masia           |                                          | 41° 48′ 59″ N, 2° 13′ 00″ E / 41.8163357113249°N,2.21674188058151°E ca:Camí de Can Plans   |                                            |                           | Modifica les dades a Wikidata |
|        | Can Pont                  | Balenyà           | masia           |                                          | 41° 48′ 59″ N, 2° 13′ 59″ E / 41.8164818139007°N,2.23305439198556°E                        |                                            |                           | Modifica les dades a Wikidata |
|        | Can Quelot                | Balenyà           | masia           |                                          | 41° 50′ 27″ N, 2° 13′ 37″ E / 41.8408309178727°N,2.22687387230288°E                        |                                            | Can Quelot (Balenyà)      | Modifica les dades a Wikidata |
|        | Can Queralt               | Balenyà           | masia           |                                          | 41° 49′ 12″ N, 2° 13′ 21″ E / 41.819927°N,2.222446°E 583 msnm                              |                                            | Can Queralt (Balenyà)     | Modifica les dades a Wikidata |
|        | Can Queralt Jiménez       | Balenyà           | masia           |                                          | 41° 49′ 12″ N, 2° 13′ 22″ E / 41.81995137537444°N,2.222875356674195°E                      |                                            | Can Queralt Jiménez       | Modifica les dades a Wikidata |
|        | Can Tarabau               | Balenyà           | masia           |                                          | 41° 50′ 26″ N, 2° 13′ 52″ E / 41.8405977153109°N,2.23104410743489°E ca:Camí de Can Tarabau |                                            |                           | Modifica les dades a Wikidata |
|        | Can Teresa                | Balenyà           | masia           |                                          | 41° 50′ 08″ N, 2° 14′ 24″ E / 41.8356307409621°N,2.2398833959078°E                         |                                            |                           | Modifica les dades a Wikidata |
|        | Can Vador                 | Balenyà           | masia           |                                          | 41° 49′ 31″ N, 2° 14′ 18″ E / 41.8252273670412°N,2.2384530851648°E                         |                                            |                           | Modifica les dades a Wikidata |
|        | Can Xona                  | Balenyà           | masia           | 19th century                             | 41° 48′ 37″ N, 2° 12′ 25″ E / 41.8104138416353°N,2.2069180294983°E ca:Camí de Banyeres     |                                            |                           | Modifica les dades a Wikidata |
|        | Casa Nova de Puigxoriguer | Balenyà           | masia masoveria | Estat: bon estat                         | 41° 48′ 35″ N, 2° 14′ 01″ E / 41.80965°N,2.23363°E ca:Camí de la Casa Nova                 |                                            | Casa Nova de Puigxoriguer | Modifica les dades a Wikidata |
|        | Casa del Camí del Pla     | Balenyà           | masia           |                                          | 41° 49′ 40″ N, 2° 13′ 50″ E / 41.827651°N,2.230557°E 577 msnm                              |                                            | Casa del Camí del Pla     | Modifica les dades a Wikidata |
|        | Casanova de Fontderola    | Balenyà           | masia           |                                          | 41° 48′ 50″ N, 2° 12′ 45″ E / 41.8138208859742°N,2.21251051530871°E                        |                                            |                           | Modifica les dades a Wikidata |
|        | Casanova del Soler        | Balenyà           | masia           |                                          | 41° 49′ 22″ N, 2° 13′ 12″ E / 41.8228514848738°N,2.2199497367906°E                         |                                            |                           | Modifica les dades a Wikidata |
|        | Fontderola                | Balenyà           | masia           |                                          | 41° 48′ 50″ N, 2° 12′ 19″ E / 41.813860367343°N,2.20516589312409°E                         |                                            |                           | Modifica les dades a Wikidata |
|        | Mas Banyeres              | Balenyà           | masia           |                                          | 41° 48′ 25″ N, 2° 12′ 56″ E / 41.8069332922141°N,2.21553221077581°E                        |                                            |                           | Modifica les dades a Wikidata |
|        | Mas Coní                  | Balenyà           | masia           |                                          | 41° 49′ 05″ N, 2° 12′ 28″ E / 41.8180487342659°N,2.20779910196309°E                        |                                            |                           | Modifica les dades a Wikidata |
|        | Mas Garriga               | Balenyà           | masia           |                                          | 41° 48′ 48″ N, 2° 13′ 24″ E / 41.813205°N,2.223427°E                                       |                                            | Mas Garriga (Balenyà)     | Modifica les dades a Wikidata |
|        | Mas Hospital              | Balenyà           | masia           | Estil: arquitectura popular              | 41° 49′ 31″ N, 2° 14′ 25″ E / 41.825264°N,2.240348°E ca:Pla de Balenyà 579 msnm            | bé integrant del patrimoni cultural català | Mas Hospital              | Modifica les dades a Wikidata |
|        | Mirambell                 | Balenyà           | masia           |                                          | 41° 48′ 16″ N, 2° 11′ 09″ E / 41.80443056°N,2.18572333°E ca:Camí de Mirambell 916 msnm     |                                            |                           | Modifica les dades a Wikidata |
|        | Passa-llops               | Balenyà           | masia           |                                          | 41° 50′ 07″ N, 2° 13′ 30″ E / 41.835332567456°N,2.22491672553462°E                         |                                            | Passa-llops               | Modifica les dades a Wikidata |
|        | Puig-alt                  | Balenyà           | masia           |                                          | 41° 47′ 34″ N, 2° 11′ 16″ E / 41.7927°N,2.18785°E 903 msnm                                 |                                            |                           | Modifica les dades a Wikidata |
|        | Robanyà                   | Balenyà           | masia           |                                          | 41° 48′ 36″ N, 2° 13′ 36″ E / 41.8098633356102°N,2.22657218301633°E                        |                                            |                           | Modifica les dades a Wikidata |
|        | Torremirona               | Balenyà           | masia           |                                          | 41° 49′ 26″ N, 2° 14′ 06″ E / 41.8238255819456°N,2.23488134561816°E                        |                                            |                           | Modifica les dades a Wikidata |
|        | Viladecols                | Balenyà           | masia           |                                          | 41° 48′ 36″ N, 2° 12′ 13″ E / 41.8101380159922°N,2.20350239190093°E                        |                                            |                           | Modifica les dades a Wikidata |
|        | el Garet Nou              | Balenyà           | masia           |                                          | 41° 49′ 28″ N, 2° 13′ 21″ E / 41.8243639691553°N,2.22250826809565°E                        |                                            | El Garet Nou              | Modifica les dades a Wikidata |
|        | el Garet de Baix          | Balenyà           | masia           |                                          | 41° 49′ 12″ N, 2° 13′ 06″ E / 41.8201205899354°N,2.21835738069274°E ca:Camí del Mas        |                                            | El Garet de Baix          | Modifica les dades a Wikidata |
|        | el Grau del Racó          | Balenyà           | masia           |                                          | 41° 49′ 17″ N, 2° 12′ 20″ E / 41.8213°N,2.20545°E ca:Camí del Roc Gros 722 msnm            |                                            |                           | Modifica les dades a Wikidata |
|        | el Jalech                 | Balenyà           | masia           | Estil: arquitectura popular 17th century | 41° 48′ 48″ N, 2° 13′ 21″ E / 41.81327°N,2.22238°E ca:Camí de l'Ajuda a Centelles 567 msnm | bé integrant del patrimoni cultural català | El Jalech                 | Modifica les dades a Wikidata |
|        | el Mas                    | Balenyà           | masia           |                                          | 41° 49′ 11″ N, 2° 12′ 59″ E / 41.8198457951048°N,2.21636196712206°E ca:Camí del Mas        |                                            |                           | Modifica les dades a Wikidata |
|        | el Nadal                  | Balenyà           | masia           |                                          | 41° 49′ 15″ N, 2° 14′ 26″ E / 41.8207°N,2.24066°E ca:C. Cogullada, s/n                     |                                            |                           | Modifica les dades a Wikidata |
|        | el Pla de Balenyà         | Balenyà           | masia           | Estil: arquitectura popular 18th century | 41° 49′ 50″ N, 2° 14′ 22″ E / 41.830613°N,2.239428°E ca:Camí del Pla 587 msnm              | bé integrant del patrimoni cultural català | El Pla de Balenyà         | Modifica les dades a Wikidata |
|        | el Puig                   | Balenyà           | masia           | Estil: arquitectura popular 17th century | 41° 49′ 43″ N, 2° 12′ 54″ E / 41.828507°N,2.214967°E ca:A 800 m de la Tria 612 msnm        | bé integrant del patrimoni cultural català |                           | Modifica les dades a Wikidata |
|        | el Soler de l'Espina      | Balenyà           | masia           |                                          | 41° 48′ 01″ N, 2° 10′ 55″ E / 41.80019389°N,2.18204444°E ca:Camí de l'Espina 861 msnm      |                                            |                           | Modifica les dades a Wikidata |
|        | el Verdaguer              | Balenyà           | masia           | Estil: arquitectura popular 17th century | 41° 49′ 16″ N, 2° 13′ 20″ E / 41.821248°N,2.22234°E ca:Mare de Déu de l'Ajuda 586 msnm     | bé integrant del patrimoni cultural català | El Verdaguer (Balenyà)    | Modifica les dades a Wikidata |
|        | el Vernic                 | Balenyà           | masia           |                                          | 41° 49′ 05″ N, 2° 14′ 00″ E / 41.8180501694858°N,2.23322832469069°E ca:Camí del Vernich    |                                            |                           | Modifica les dades a Wikidata |
|        | els Ginebres              | Balenyà           | masia           |                                          | 41° 50′ 35″ N, 2° 13′ 41″ E / 41.8430181702885°N,2.22800386548921°E ca:Camí de Tona        |                                            | Els Ginebres              | Modifica les dades a Wikidata |
|        | l'Estabanell              | Balenyà           | masia           |                                          | 41° 50′ 22″ N, 2° 13′ 55″ E / 41.8393605134697°N,2.23190202462913°E                        |                                            | L'Estabanell              | Modifica les dades a Wikidata |
|        | l'Estabanell Nou          | Balenyà           | masia           |                                          | 41° 50′ 27″ N, 2° 14′ 05″ E / 41.8408654143942°N,2.23471451779964°E                        |                                            |                           | Modifica les dades a Wikidata |
|        | l'Illa                    | Balenyà           | masia           | Estil: arquitectura popular 11st century | 41° 48′ 52″ N, 2° 13′ 59″ E / 41.814364°N,2.232992°E 543 msnm                              | bé integrant del patrimoni cultural català |                           | Modifica les dades a Wikidata |
|        | la Casanova del Ralet     | Balenyà           | masia           |                                          | 41° 48′ 40″ N, 2° 13′ 39″ E / 41.8112387499286°N,2.22751876413027°E                        |                                            |                           | Modifica les dades a Wikidata |
|        | la Caseta                 | Balenyà           | masia           | 18th century                             | 41° 49′ 05″ N, 2° 13′ 32″ E / 41.818160261235°N,2.22547300440096°E ca:Camí de la Caseta    |                                            |                           | Modifica les dades a Wikidata |
|        | la Casilla                | Balenyà           | masia           |                                          | 41° 49′ 57″ N, 2° 14′ 39″ E / 41.8326052374019°N,2.24409814762461°E                        |                                            |                           | Modifica les dades a Wikidata |
|        | la Collada                | Balenyà           | masia           |                                          | 41° 49′ 18″ N, 2° 11′ 33″ E / 41.8218°N,2.19239°E ca:Camí de la Collada 936 msnm           |                                            |                           | Modifica les dades a Wikidata |
|        | la Comagiberta            | Balenyà           | masia           |                                          | 41° 48′ 50″ N, 2° 12′ 52″ E / 41.8139156240097°N,2.21450792561672°E                        |                                            |                           | Modifica les dades a Wikidata |
|        | la Granja                 | Balenyà           | masia           | 19th century                             | 41° 49′ 46″ N, 2° 13′ 49″ E / 41.8293336197119°N,2.23021553174697°E ca:Camí de la Granja   |                                            |                           | Modifica les dades a Wikidata |
|        | la Plantada               | Balenyà Centelles | masia           |                                          | 41° 48′ 30″ N, 2° 13′ 15″ E / 41.8084007442922°N,2.2207270005849°E                         |                                            | La Plantada (Balenyà)     | Modifica les dades a Wikidata |
|        | la Riera                  | Balenyà           | masia           |                                          | 41° 49′ 21″ N, 2° 13′ 44″ E / 41.8224067379983°N,2.22878131815096°E ca:Camí de la Riera    |                                            |                           | Modifica les dades a Wikidata |
|        | la Roureda                | Balenyà           | masia           | 19th century Estat: bon estat            | 41° 50′ 00″ N, 2° 13′ 44″ E / 41.83344°N,2.22891°E ca:Camí de Can Moianès a l'Omet         |                                            | La Roureda (Balenyà)      | Modifica les dades a Wikidata |
|        | la Serra                  | Balenyà           | masia           | Estil: arquitectura popular 18th century | 41° 49′ 29″ N, 2° 14′ 01″ E / 41.824701°N,2.233672°E ca:Camí de la Serra 589 msnm          | bé integrant del patrimoni cultural català | La Serra (Balenyà)        | Modifica les dades a Wikidata |
|        | la Talaia                 | Balenyà           | masia           |                                          | 41° 50′ 06″ N, 2° 13′ 00″ E / 41.8348811574811°N,2.21679279965065°E                        |                                            |                           | Modifica les dades a Wikidata |
|        | la Teuleria               | Balenyà           | masia           |                                          | 41° 49′ 39″ N, 2° 14′ 27″ E / 41.8276114476596°N,2.2407610086622°E                         |                                            |                           | Modifica les dades a Wikidata |
|        | la Tria                   | Balenyà           | masia           | Estil: arquitectura popular 17th century | 41° 49′ 34″ N, 2° 13′ 16″ E / 41.826067°N,2.221138°E ca:Camí de la Tria 584 msnm           | bé integrant del patrimoni cultural català | La Tria (Balenyà)         | Modifica les dades a Wikidata |
|        | les Roquetes              | Balenyà           | masia           | 19th century                             | 41° 49′ 21″ N, 2° 12′ 32″ E / 41.8224244876349°N,2.20887703607659°E ca:Camí del Grau       |                                            |                           | Modifica les dades a Wikidata |

## mobiliari urbà
| imatge | Nom                                       | Ubicat a | instància de   | Detalls | coordenades                                                             | Protecció | Commons (més fotos) | Dades a WD                    |
| ------ | ----------------------------------------- | -------- | -------------- | ------- | ----------------------------------------------------------------------- | --------- | ------------------- | ----------------------------- |
|        | Maqueta de la xemeneia de la bòbila       | Balenyà  | mobiliari urbà | 1998    | 41° 49′ 09″ N, 2° 14′ 18″ E / 41.81927°N,2.23839°E ca:Rotonda C. Pau VI |           |                     | Modifica les dades a Wikidata |
|        | Monòlit de la Secció Esportiva Joan XXIII | Balenyà  | mobiliari urbà | 2006    | 41° 49′ 10″ N, 2° 14′ 13″ E / 41.81945°N,2.23692°E ca:C. Sant Miquel    |           |                     | Modifica les dades a Wikidata |

## molí d'aigua
| imatge | Nom                   | Ubicat a | instància de | Detalls                     | coordenades | Protecció                                  | Commons (més fotos) | Dades a WD                    |
| ------ | --------------------- | -------- | ------------ | --------------------------- | --- | ------------------------------------------ | ------------------- | ----------------------------- |
|        | Molí de Vall-llossera | Balenyà  | molí d'aigua | Estat: ruïnós               | 41° 48′ 42″ N, 2° 14′ 15″ E / 41.8116297305983°N,2.23750657024191°E ca:Torrent de Vall-llosera 530 msnm        |                                            |                     | Modifica les dades a Wikidata |
|        | Molí de l'Illa        | Balenyà  | molí d'aigua | Estil: arquitectura popular | 41° 48′ 53″ N, 2° 13′ 49″ E / 41.814767°N,2.230394°E ca:A la confluència del Congost i el torrent de la Caseta | bé integrant del patrimoni cultural català |                     | Modifica les dades a Wikidata |
|        | Molí de l'Omet        | Balenyà  | molí d'aigua | Estil: arquitectura popular | 41° 49′ 45″ N, 2° 13′ 21″ E / 41.8292631295852°N,2.22242490256338°E ca:Camí del molí de l'Omet                 | bé integrant del patrimoni cultural català |                     | Modifica les dades a Wikidata |
|        | Molí del Verdeguer    | Balenyà  | molí d'aigua |                             | 41° 49′ 25″ N, 2° 13′ 36″ E / 41.8236716032952°N,2.2266829741201°E                                             |                                            |                     | Modifica les dades a Wikidata |

## muntanya
| imatge | Nom               | Ubicat a | instància de | Detalls | coordenades                                                       | Protecció | Commons (més fotos)         | Dades a WD                    |
| ------ | ----------------- | -------- | ------------ | ------- | ----------------------------------------------------------------- | --------- | --------------------------- | ----------------------------- |
|        | Castellar         | Balenyà  | muntanya     |         | 41° 48′ 21″ N, 2° 11′ 58″ E / 41.8059°N,2.19935°E 990 msnm        |           |                             | Modifica les dades a Wikidata |
|        | Puig Castellar    | Balenyà  | muntanya     |         | 41° 49′ 10″ N, 2° 11′ 53″ E / 41.819444°N,2.198056°E 1017 msnm    |           | Puig Castellar (Balenyà)    | Modifica les dades a Wikidata |
|        | Puigsagordi       | Balenyà  | muntanya     |         | 41° 48′ 14″ N, 2° 12′ 05″ E / 41.80375556°N,2.20149833°E 983 msnm |           | Puigsagordi                 | Modifica les dades a Wikidata |
|        | Roc de la Guàrdia | Balenyà  | muntanya     |         | 41° 49′ 31″ N, 2° 12′ 13″ E / 41.825269°N,2.203739°E 891 msnm     |           | Roc de la Guàrdia (Balenyà) | Modifica les dades a Wikidata |

## pont
| imatge | Nom                           | Ubicat a | instància de | Detalls                                                        | coordenades                                                               | Protecció                                  | Commons (més fotos) | Dades a WD                    |
| ------ | ----------------------------- | -------- | ------------ | -------------------------------------------------------------- | ------------------------------------------------------------------------- | ------------------------------------------ | ------------------- | ----------------------------- |
|        | Pont del Molí de l'Illa       | Balenyà  | pont         | Estil: arquitectura popular Travessa: Congost Estat: bon estat | 41° 48′ 53″ N, 2° 13′ 50″ E / 41.814709°N,2.23057°E ca:Riu Congost        | bé integrant del patrimoni cultural català |                     | Modifica les dades a Wikidata |
|        | Pont del Molí del Verdeguer   | Balenyà  | pont         | Estil: arquitectura popular                                    | 41° 49′ 26″ N, 2° 13′ 32″ E / 41.823899°N,2.225624°E                      | bé integrant del patrimoni cultural català |                     | Modifica les dades a Wikidata |
|        | Pont del molí del Verdaguer   | Balenyà  | pont         | Estat: malmès                                                  | 41° 49′ 26″ N, 2° 13′ 32″ E / 41.8239°N,2.22563°E ca:Riu Congost          |                                            |                     | Modifica les dades a Wikidata |
|        | Ponts del tren dels Hostalets | Balenyà  | pont         | 19th century Travessa: línia Barcelona-Ripoll Estat: bon estat | 41° 48′ 55″ N, 2° 14′ 09″ E / 41.81537°N,2.2358°E ca:Hostalets de Balenyà |                                            |                     | Modifica les dades a Wikidata |

## Misc
| imatge | Nom                                       | Ubicat a | instància de                   | Detalls                                                | coordenades                                                                                               | Protecció                                  | Commons (més fotos)                   | Dades a WD                    |
| ------ | ----------------------------------------- | --- | ------------------------------ | ------------------------------------------------------ | --- | ------------------------------------------ | ------------------------------------- | ----------------------------- |
|        | Actuació industrial La Bòbila             | Balenyà | polígon industrial             |                                                        | 41° 49′ 15″ N, 2° 14′ 07″ E / 41.8208200147942°N,2.23529039413035°E                                       |                                            |                                       | Modifica les dades a Wikidata |
|        | Aqüeducte de Vilageliu                    | Tona Balenyà                                                                                                   | aqüeducte romà pont            | Estil: arquitectura popular 14th century Estat: malmès | 41° 50′ 16″ N, 2° 12′ 27″ E / 41.83788°N,2.20743°E ca:Torrent de Güells                                   | bé cultural d'interès local                |                                       | Modifica les dades a Wikidata |
|        | C-1413b                                   | Catalunya Caldes de Montbui Sant Feliu de Codines Sant Quirze Safaja Sant Martí de Centelles Centelles Balenyà | carretera                      |                                                        | 41° 42′ 27″ N, 2° 09′ 22″ E / 41.7075°N,2.15598°E                                                         |                                            |                                       | Modifica les dades a Wikidata |
|        | Casetes de Can Vall-llosera               | Balenyà | conjunt d'edificis             | 20th century                                           | 41° 48′ 58″ N, 2° 14′ 11″ E / 41.81619°N,2.23647°E ca:C. Sol, 4-6                                         |                                            |                                       | Modifica les dades a Wikidata |
|        | Coberts de Banyeres                       | Balenyà | cabana                         |                                                        | 41° 48′ 33″ N, 2° 12′ 59″ E / 41.809181240262°N,2.21629933889102°E                                        |                                            |                                       | Modifica les dades a Wikidata |
|        | Comunidor de l'Ajuda                      | Balenyà | comunidor                      | 1718 Estat: bon estat                                  | 41° 49′ 17″ N, 2° 13′ 21″ E / 41.82139°N,2.22257°E ca:L'Ajuda                                             |                                            | Comunidor de l'Ajuda                  | Modifica les dades a Wikidata |
|        | Estació de Balenyà - els Hostalets        | Balenyà | estació de ferrocarril edifici |                                                        | 41° 48′ 54″ N, 2° 14′ 00″ E / 41.81488888888889°N,2.2333333333333334°E                                    |                                            | Balenyà - els Hostalets train station | Modifica les dades a Wikidata |
|        | Feixa del Pujol del Soler                 | Balenyà | indret                         |                                                        | 41° 47′ 48″ N, 2° 10′ 43″ E / 41.7968°N,2.17848°E                                                         |                                            |                                       | Modifica les dades a Wikidata |
|        | Portal de Can Coll                        | Balenyà | element arquitectònic          | 18th century                                           | 41° 48′ 57″ N, 2° 14′ 08″ E / 41.81578°N,2.23558°E ca:C. Nou, 7                                           |                                            |                                       | Modifica les dades a Wikidata |
|        | Pou de glaç del Molí d'en Verdaguer       | Balenyà | pou de neu                     | Estil: arquitectura popular 17th century               | 41° 49′ 26″ N, 2° 13′ 33″ E / 41.823753°N,2.22586°E 560 msnm                                              | bé integrant del patrimoni cultural català |                                       | Modifica les dades a Wikidata |
|        | Resclosa del molí de Dalt de Vall-llosera | Balenyà | resclosa                       | 18th century                                           | 41° 48′ 47″ N, 2° 14′ 19″ E / 41.81305°N,2.23851°E ca:Torrent de Vall-llosera                             |                                            |                                       | Modifica les dades a Wikidata |
|        | Restes de la resclosa de Vall-llosera     | Balenyà |                                | 10th century                                           | 41° 48′ 41″ N, 2° 14′ 15″ E / 41.81135°N,2.2375°E ca:Torrent de Vall-llosera                              |                                            |                                       | Modifica les dades a Wikidata |
|        | Sauva Negra                               | Castellcir Balenyà Centelles                                                                                   | àrea protegida bosc            |                                                        | 41° 47′ 07″ N, 2° 10′ 48″ E / 41.7852275°N,2.18011388889°E                                                |                                            | La Sauva Negra                        | Modifica les dades a Wikidata |
|        | Serrat del Castellar                      | Balenyà | vèrtex geodèsic                | Alt: 1.2m                                              | 41° 49′ 10″ N, 2° 11′ 53″ E / 41.819523°N,2.197966°E 1016.691 msnm                                        |                                            |                                       | Modifica les dades a Wikidata |
|        | Via ferrada de les Baumes Corcades        | Centelles Balenyà                                                                                              | via ferrada                    |                                                        | 41° 48′ 22″ N, 2° 12′ 25″ E / 41.80600947032887°N,2.2069850715605903°E                                    |                                            |                                       | Modifica les dades a Wikidata |
|        | camí de Santa Maria                       | Castellcir Balenyà                                                                                             | camí                           |                                                        | 41° 45′ 39″ N, 2° 09′ 01″ E / 41.760764°N,2.150192°E 41° 47′ 17″ N, 2° 11′ 38″ E / 41.788053°N,2.193999°E |                                            | Camí de Santa Maria (Castellcir)      | Modifica les dades a Wikidata |
|        | carrer de la Cogullada                    | Balenyà | carrer                         |                                                        | 41° 49′ 20″ N, 2° 14′ 27″ E / 41.82234°N,2.24073°E ca:C. de la Cogullada                                  |                                            |                                       | Modifica les dades a Wikidata |
|        | casa consistorial de Balenyà              | Balenyà | casa consistorial              |                                                        | 41° 48′ 46″ N, 2° 14′ 05″ E / 41.8126723°N,2.2346361°E                                                    |                                            |                                       | Modifica les dades a Wikidata |
|        | creu de Terme de Balenyà                  | Balenyà | creu de terme                  | Estil: arquitectura barroca                            | 41° 49′ 17″ N, 2° 13′ 18″ E / 41.821366°N,2.221629°E ca:Santuari de l'Ajuda 590 msnm                      | bé integrant del patrimoni cultural català | Creu de Terme de Balenyà              | Modifica les dades a Wikidata |
|        | safareig de la Casa Nova                  | Balenyà | safareig                       | 20th century                                           | 41° 48′ 33″ N, 2° 14′ 02″ E / 41.80905°N,2.23396°E ca:Camí de la Casa Nova                                |                                            |                                       | Modifica les dades a Wikidata |
|        | xemeneia de bòbila d'en Baucells          | Balenyà | xemeneia de fàbrica            | 20th century Estat: malmès                             | 41° 50′ 20″ N, 2° 14′ 01″ E / 41.8388°N,2.23363°E ca:Pla de Balenyà                                       |                                            | Xemeneia de bòbila d'en Baucells      | Modifica les dades a Wikidata |